# Madarganj
Madarganj è un sottodistretto (upazila) del Bangladesh situato nel distretto di Jamalpur, divisione di Mymensingh. Si estende su una superficie di 225,38 km² e conta una popolazione di 263.608  abitanti (censimento 2011).